# Berliet GCE
Der Berliet GCE war ein von dem französischen Kraftfahrzeughersteller Berliet in Lyon ab 1927 in mehreren Varianten hergestellter schwerer Lkw mit 7,5 Tonnen Nutzlast.

## Geschichte und Technik
Das Ausgangsmodell Berliet GCE erhielt im Juni 1927 seine allgemeine Betriebserlaubnis. Der Motor vom Typ MLB war im Prinzip der aus dem Berliet CBA bekannte 5,3-Liter-Vierzylinder-Ottomotor, der seit seiner Einführung 1914/15 in Details verbessert worden war.
Steuerlich war das Fahrzeug mit 20 CV eingestuft, seine effektive Leistung, die bei 1200/min abgegeben wurde, ist – damaliger Praxis in Frankreich folgend – nicht angegeben. Sie dürfte bei etwa 40 PS gelegen haben. Das Fahrzeug und alle seine Varianten hatten noch Kettenantrieb auf die Hinterräder. Das Gewicht des nackten Chassis (ohne Führerhaus und sonstigen Aufbau) wird mit 3870 kg angegeben. Die übrigen technischen Daten des Fahrzeugs – soweit überliefert – können der Info-Box entnommen werden.
Für das Fahrzeug wurden (zusammen mit dem Berliet GCM) die Chassisnummern 45801 bis 49800, also für insgesamt 4000 Stück, reserviert; man rechnete also 1927 mit einem großen Auftragsvolumen in den nächsten Jahren. Völlig offen bleibt indessen, inwieweit diese Nummern tatsächlich an fertiggestellte Fahrzeuge vergeben wurden und ob diese vom Typ GCE oder vom Typ GCM waren. Ab 1930 sind konkrete Stückzahlen für den Typ GCE überliefert:
| Baujahr | 1930 | 1931 | 1932 | 1933 | 1934 |
| ------- | ---- | ---- | ---- | ---- | ---- |
| Anzahl  | 164  | 177  | 15   | 8    | 7    |

Diese Statistik zeigt: Der Höhepunkt der Fertigung ging 1931 zu Ende, danach kauften nur noch einige wenige Kunden, die unbedingt am Kettenantrieb festhalten wollten, dieses Modell. Berücksichtigt man außerdem, dass die Jahre 1930 und 1931 in die Weltwirtschaftskrise fielen und daher in diesen Jahren die Produktion niedriger war, ist die Jahresproduktion für 1928 und 1929 auf etwa 300 Stück jährlich, für das halbe Jahr 1927 auf etwa 150 Stück zu schätzen.

## Varianten

### GCE 6
Der GCE 6 erhielt die allgemeine Betriebserlaubnis im Juni 1931. Hauptunterschied zum Ausgangsmodell war der Motor: Es war ein Vierzylinder-Dieselmotor des Typs MDA mit 6082 cm³ Hubraum (Bohrung 110 mm, Hub 160 mm). Das Fahrzeug war steuerlich mit 23, ab 1932 aufgrund geänderter Steuervorschriften für Dieselmotoren mit 16 CV eingestuft, die bei 1400/min abgegebene effektive Höchstleistung betrug 50 PS. Durch den größeren Motor stieg das Gewicht des Fahrzeugs ohne Aufbauten auf 4070 kg. Überliefert ist weiterhin ein Radstand von wahlweise 4,45 oder 4,88 m, die Spur vorn betrug 1,89 m, die der Hinterachse 1,94 m. Der Lkw war wahlweise 6,78 m oder 7,58 m lang und 2,42 m breit. Die übrigen technischen Daten, soweit überliefert, entsprachen denen der Grundausführung. Die gebauten Stückzahlen dürften in denen des GCE enthalten sein.

### GCE 7
Der GCE 7 erhielt die allgemeine Betriebserlaubnis Ende September 1931. Er unterschied sich vom GCE 6 lediglich durch einen anderen Motor: Statt des MDA war der Vierzylinder-Dieselmotor des Typs MDB eingebaut, dessen Bohrung (bei gleichbleibendem Hub) auf 120 mm vergrößert war. Damit betrug der Hubraum 7238 cm³. Steuerlich war das Fahrzeug mit 28 CV, ab 1932 mit 19 CV, eingestuft, der Motor leistete 70 effektive PS bei 1400/min. Die gebauten Stückzahlen dürften auch hier in denen des GCE enthalten sein.

### GCE 28
Im Januar 1934 erhielt GCE 28 die allgemeine Betriebserlaubnis. Er hatte einen Vierzylinder-Ottomotor des Typs MPA mit einer Bohrung von 120 und einen Hub von 160 mm und damit einen Hubraum von 7238 cm³. Das Fahrzeug war steuerlich mit 28 PS eingestuft, die bei 1500/min abgegebene effektive Höchstleistung ist nicht genannt. Die gebauten Stückzahlen werden auch hier in denen des GCE enthalten sein.

### GCED
Der GCED ist offenbar eine ausschließlich oder zumindest mehrheitlich an das Militär für die in Marokko stationierten Truppen gelieferte Variante. Zwar war der Rifkrieg mittlerweile beendet, aber mit einem Neuaufflammen der Aufstände war jederzeit zu rechnen, und deshalb war eine verstärkte Motorisierung der dort stationierten Truppen erforderlich. Die Fahrzeuge erhielten den aus dem GCE bekannten Vierzylinder-Ottomotor mit 5,3 Liter Hubraum, der zwar schwach, aber altbewährt war. Die Nutzlast war auf 5 Tonnen herabgesetzt; Grund dafür war wahrscheinlich, dass die Fahrzeuge auf unbefestigten Straßen eingesetzt werden mussten. Der Radstand betrug 4,445 m, die Ladefläche 4 × 2 m, das Leergewicht 6390 kg. Die Fahrzeuge waren noch 1939 in Marokko im Einsatz.
1929 wurde ein erstes Los von 20 Stück bestellt und geliefert, die noch Vollgummireifen (vorn 1030 × 160, hinten Zwillingsreifen 1030 × 180) hatten. Ab 1930 waren die Fahrzeuge mit pneumatischen Reifen der Größe 40 × 8 ausgestattet und wogen leer nur noch 6150 kg. 1930 wurden 20 Stück, 62 Stück 1931 und 30 Stück 1932 geliefert: Diese Stückzahlen können in den oben beim GCE genannten nicht enthalten sein; zumindest für das Jahr 1932 erscheint es unmöglich.
In der Lieferung von 1931 sind 22 Stück mit verlängerter Ladefläche enthalten: Sie dienten als „camions d' artillerie lourde portée“ (= etwa: „Lkw für verlastete schwere Artillerie“) zum Transport jeweils einer schweren Feldhaubitze Canon de 155 C modèle 1917 S, die zuzüglich Protze auf die Ladefläche dieser Lkw geladen werden konnte.

### Originalquellen
Eine Publikation, in der alle vor 1945 gebauten Berliet-Typen individuell abgehandelt wären, gibt es nicht. Neben der unten erwähnten Literatur wurde auf folgende in der Fondation Berliet verwahrte Originalunterlagen zurückgegriffen:
- „Fiches des Mines“: Es handelt sich um die Unterlagen zur Erteilung einer allgemeinen Betriebserlaubnis, hierfür ist in Frankreich der „Inspecteur des mines“ sachlich zuständig. Diese Unterlagen sind chronologisch geordnet und nummeriert. Nicht zu jedem Typ bzw. Variante gibt es entsprechende Unterlagen, teils, weil sie wohl als Untervarianten eines Typs verstanden wurden, für den eine gesonderte Erlaubnis nicht erforderlich war, teils wohl, weil diese Unterlagen im Laufe der letzten 100 Jahre verlorengegangen sind. Bei Militärtypen gibt es Hinweise, dass eine Betriebserlaubnis direkt durch militärische Dienststellen erfolgte, was entsprechende „fiches des mines“ überflüssig machte. Die Quellenbezeichnung lautet: „Fiches No. …“
- „Etat des véhicules utilitaires et autobus declares aux mines depuis 1920“, eine 15-seitige Zusammenstellung vom 1. Dezember 1941, enthält insbesondere die reservierten Chassisnummernbänder, die jedoch vielfach nicht vollständig ausgeschöpft wurden, einige Typen bzw. Varianten werden nicht erwähnt, Quellenbezeichnung lautet: „Etat S. …“
- „Nombre de véhicules construits de 1930 à 1942“, siebenseitige Zusammenstellung der zwischen 1930 und 1942 gebauten Stückzahlen an Nutzfahrzeugen, erstellt wohl 1943, erste Seite teilweise irreparabel verderbt, teilweise werden mehrere Typen bzw. Varianten zusammengefasst, Quellenbezeichnung lautet: „Nombre S. …“

### Sonstige Literatur
- Monique Chapelle: Berliet. 1. Auflage. EMCE, Saint-Chamond 2016, ISBN 978-2-35740-049-8.
- Christophe Puvilland: Berliet 1905–1978, toute la gamme omnibus, autocars, autobus et trolleybus. 1. Auflage. histoire&collections, Paris 2008, ISBN 978-2-35250-059-9.
- François Vauvillier: Tous les Berliet militaires 1914–1940, vol.1: les camions. histoire&collections, Paris 2019, ISBN 978-2-35250-496-2.